# 伊作久長
伊作 久長（いざく ひさなが）は、鎌倉時代後期から南北朝時代にかけての武将。
薩摩国島津氏の分家・伊作氏初代当主。

## 生涯
島津氏宗家3代当主・島津久経の次男。鎌倉幕府の命により元の再襲来に備えるため、父・久経と共に薩摩へ下向。弘安4年（1281年）、薩摩伊作荘と日置荘、信濃国太田荘の地頭職を久経より譲り受ける。同年、元軍が再び襲来すると博多を防衛、弘安の役後も警固の任に就く。
弘安7年（1284年）、父・久経が死去し、兄・忠宗が守護を継ぎ薩摩へ入ると、久経に代わり博多警固の任を20年にわたり務めた。
その後領地である伊作に入り亀丸城を築くと、文保元年（1317年）、長男・宗久に家督を譲る。延元3年（1337年）、宗久が後醍醐天皇に叛旗を翻した足利尊氏に味方し北朝方として畿内・北陸方面に遠征すると、亀丸城の留守を預かる。伊集院忠国ら薩摩南部の南朝方が伊作に侵攻してきた際、交戦するが勝敗はつかなかった。
興国2年/暦応4年（1341年）、死去。

## 系譜
- 父：島津久経
- 母：不詳
- 妻：不詳
  - 長男：伊作宗久
  - 男子：二郎三郎
  - 男子：伊作久俊
  - 男子：恒吉久行